# Iolanthe (operett)

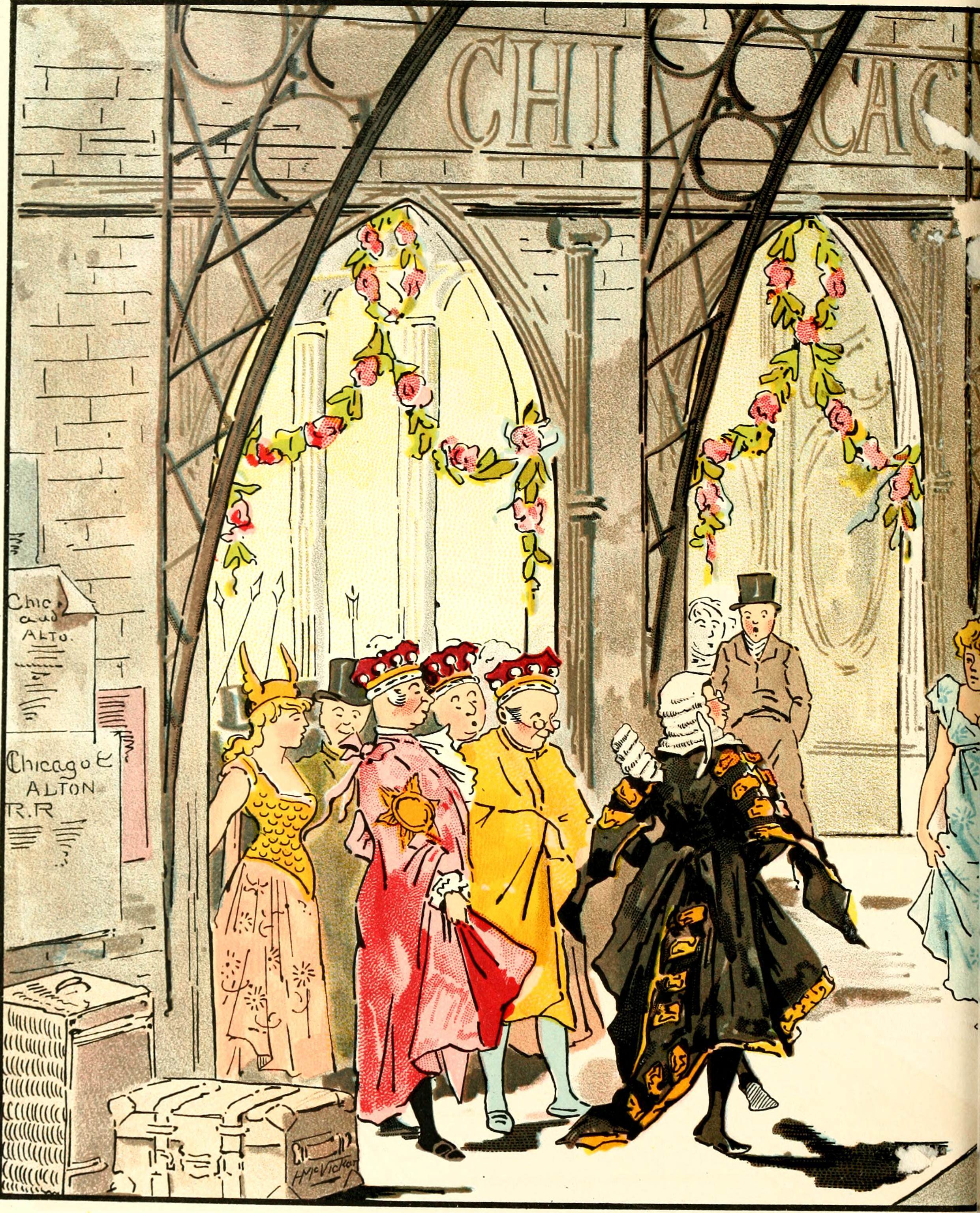
Lordkanslern och pärerna i Iolanthe

Iolanthe; or, The Peer and the Peri är en komisk operett med musik av Arthur Sullivan och libretto av W. S. Gilbert. Den är en av Savoyoperorna och det sjunde av fjorton samarbeten mellan Gilbert och Sullivan. I operetten har fen Iolanthe blivit förvisad från feriket då hon gifte sig med en dödlig man; detta är förbjudet enligt feernas lag. Hennes son Strephon är en arkadisk herde som önskar gifta sig med Phyllis, en omyndig flicka enligt den engelska Court of Chancery. Alla medlemmarna i överhuset önskar också gifta sig med Phyllis. När Phyllis ser Strephon omfamna en ung kvinna (ovetande om att det är hans moder - odödliga feer förbli unga) antar hon det värsta och startar en hektisk sammandrabbning mellan lorderna och feerna. Operetten gör satir av många aspekter inom brittiskt styre, lag och samhälle. Konfrontationen mellan lorderna och feerna är en version av ett av Gilberts favorittema: en stillsam grupp av kvinnor orsakar tumult i en mansdominerad värld genom upptäckten av dödlig kärlek.
Iolanthe hade premiär i London den 25 november 1882 på Savoy Theatre. Den fick ett bra mottagande och spelades 398 gånger, den fjärde succén i rad för Gilbert och Sullivan. Den var det första verket som fick premiär på Savoy (även om Patience hade flyttats över till teatern 1881) och den första nya teateruppsättningen i världen att lysas upp enbart av elektriskt ljus, och därmed kunna erbjuda specialeffekter som tidigare inte varit möjligt under gasljusets tid. Operetten öppnades samtidigt i New York och turnésällskap skickades ut runt Storbritannien och USA för att spela stycket. I Australien gick den ut på turné 1885 och fick sin nypremiär i London 1901. D'Oyly Carte Opera Company turnerade med verket nästa oupphörligen från 1891 till 1982 och gjorde flera inspelningar av operetten under den tiden. Otaliga andra professionella och amatöruppsättningar har givits och flera inspelningar har givits ut.

## Bakgrund

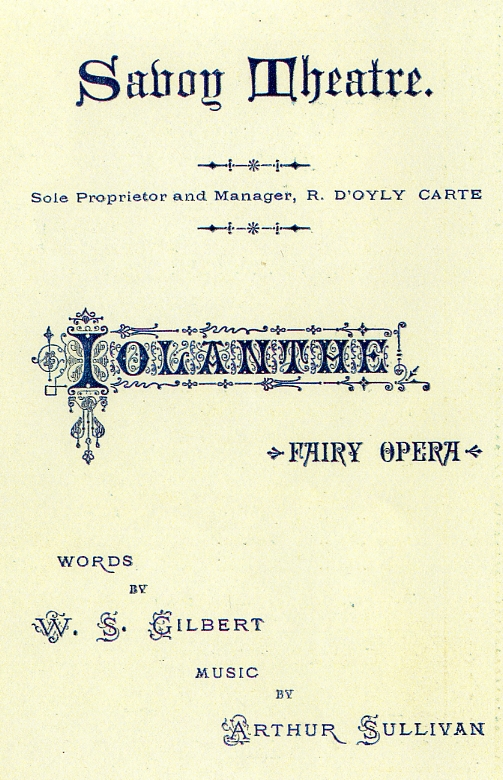
Program från 1883

W. S. Gilbert presenterade sin idé om en ny operett för Arthur Sullivan i oktober 1881. Gilberts tidigaste idéer om historien i Iolanthe härrör sig från hans Bab Ballad, "The Fairy Curate": "Once a fairy / Light and airy / Married with a mortal." Feen gifter sig med en "prosaisk" advokat och föder honom en son. Efter att sonen vuxit upp besöker hon med honom jorden, men misstas för hans älskade då feer alltid uppträder unga och vackra. Sullivan fann premissen rolig och Gilbert började med att fylla ut historien. I december hade han skrivit en del text som Sullivan kunde läsa, men han kämpade med handlingen i flera månader i kontrast till den lätthet med vilken han hade förfärdigat deras tidigare verk inom tidsfristen om några veckor. Under dessa månader befann sig Sullivan på en lång resa till Egypten, Italien och annorstädes. När han kom tillbaka till London i april 1882 flyttade han till ett nytt hus; i maj dog hans älskade moder hastigt. I slutet av juli 1882 hade Gilbert försett Sullivan med text till flera av sångerna och Sullivan började tonsätta dem. Under de närmaste två månaderna mötte de två för att diskutera librettot då flera av texterna tillkommit. Musikrepetitionerna påbörjades i september och scenrepetitionerna i oktober. Sullivan höll fortfarande på att komponera sångnummer fram till 20 oktober, med vissa ändringar gjorda tidigt i november. Ovanlig nog för Sullivan komponerade han ouvertyren själv i stället för att överlåta arbetet på en assistent. Två ensembler repeterade samtidigt då operetten var tänkt att ha premiär samma afton i London och New York, en historisk händelse för vilken pjäs som helst.
Gilbert hade gett sig på att göra satir över aristokratin och politiker i tidigare verk. I denna operett förlöjligas det Brittiska överhuset som en bastion för de ineffektiva, privilegierade och dumma, vars enda kvalifikation att styra var given genom ädel börd. Det politiska systemet, lagen och andra institutioner kom också i skottgluggen för satiren. Genom hela Iolanthe lyckades emellertid både författare och kompositör att mildra kritiken genom livligt, älskvärda absurditeter och "strålande ståt" att verket mottogs med glatt humör och med premiärminister Gladstones beröm om operettens goda smak. I själva verket vägrade Gilbert senare tillåta att citat användes som del i kampanjen för att minska överhusets makt.
Fastän titeln Iolanthe står överallt i Gilberts arbetsbok annonserades verket en tid som Perola och repeterades under det namnet. Enligt en seglivad myt ändrade inte Gilbert och Sullivan titeln till Iolanthe förrän precis före premiären. Sanningen är att titeln stod annonserad som Iolanthe så tidigt som den 13 november 1882; elva dagar före premiären; så att ensemblen åtminstone hade den tiden att lära sig namnet. Det är också klart att Sullivans musik var skriven att rytmiskt passa in på ordet "Iolanthe" och enda möjligheten att använda ordet "Perola" var att föregå det med "O", "Come" eller "Ah". Henry Irving hade producerat en W. G. Wills bearbetning av King René’s Daughter i London 1880 med namnet Iolanthe, och i oktober 1882 bad Gilbert sin producent Richard D'Oyly Carte att utbe sig om Irvings tillåtelse att använda namnet. Det är inte känt huruvida Irving svarade.
Iolanthe hade premiär endast tre dagar efter att Patience slutade på Savoy. The Savoy Theatre var den första teatern i världen att lysas upp enbart av elektriskt ljus. Patience hade flyttats över till Savoy från Opera Comique men Iolanthe var den första showen att ha premiär på teatern. Den nya tekniken gjorde det möjligt med specialeffekter som lysande trollstavar. Feernas huvuden lystes också upp av små kransar av illuminerade stjärnor fästa vid ett batteri. Bland publiken som närvarade vid premiären i London fanns kapten (senare Captain Sir) Eyre Massey Shaw, chef för Metropolitan brandkår, vilken Fedrottningen apostroferar i andra akten ("Oh, Captain Shaw / Type of true love kept under / Could thy brigade with cold cascade / Quench my great love, I wonder?"). Premiäraftonen sjöng Alice Barnett, som Fedrottningen, verserna vänd mot kapten Shaw.
Operetten mottogs av en entusiastisk publik och fick bra kritik även om det allmänt ansågs att andra akten behövde putsas lite. Iolanthe var den fjärde succén i rad för Gilbert, Sullivan och deras producent Richard D'Oyly Carte efter H.M.S. Pinafore (1878), The Pirates of Penzance (1879) och Patience (1881). Med tiden hade Sullivan börjat se sitt samarbete med Gilbert som lättsinnigt, under hans värdighet och upprepande. Sullivan hade tänkt bryta samarbetet med Gilbert och Carte efter Iolanthe men på premiärdagen fick han ett brev från sin mäklare Edward Hall som meddelade att han hade förlorat alla sina pengar, inklusive £7,000 av Sullivans investeringar, huvuddelen av hans förmögenhet. Sullivans livsstil var inte billig och han hjälpte dessutom till att försörja sin döde broders stora familj liksom sin älskarinna Fanny Ronalds och hennes familj. Han insåg snart att den enda säkra vägen att återskapa sin finansiella säkerhet var att fortsätta komponera Savoy opera. Den 8 februari 1883 skrev han under ett nytt femårskontrakt med Gilbert och Carte; Gilbert var redan i färd med deras nästa stycke, Princess Ida. Den 22 maj 1883 adlades Sullivan till Knight av drottning Victoria för sina "tjänster ... ägnade att främja musikkonsten" i Storbritannien.

## Roller
- Lordkanslern (komisk baryton)

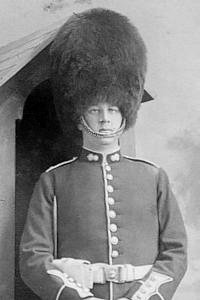
Reginald Crompton som Menige Willis

- George, Earl av Mountararat (baryton)
- Thomas, Earl Tolloller (tenor)
- Menige Willis, Grenadjär (bas)
- Strephon, en arkadisk herde (baryton)
- Fedrottningen (kontraalt)
- Iolanthe, en fe, Strephons moder (mezzosopran)
- Celia, en fe (sopran)
- Leila, en fe (mezzosopran)
- Fleta, en fe (talroll/kör)
- Phyllis, en arkadisk herdinna (sopran)
- Kör av hertigar, markiser, earler, viscounter, baroner och feer

## Handling
Akt I
Feen Iolanthe, som anordnade feernas sånger och danser, begick den ultimata synden (enligt feernas lag) att gifta sig med en dödlig man. Fedrottningen omvandlade Iolanthes dödsstraff till evig förvisning på villkor att hon lämnade sin make och aldrig tog kontakt med honom igen. Efter 25 år saknar feerna fortfarande Iolanthe innerligt och ber fedrottningen att benåda Iolanthe och låta henne återvända till felandet ("Tripping hither, tripping thither").

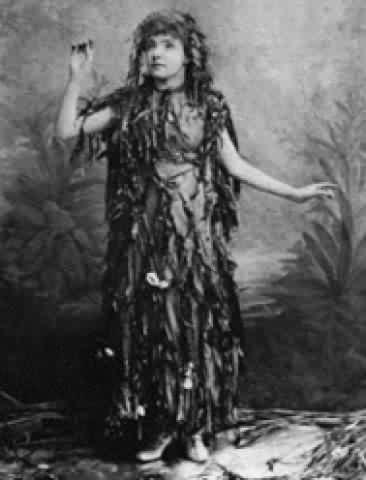
Jessie Bond som Iolanthe

Hitkallad av drottningen ("Iolanthe! From thy dark exile thou art summoned") stiger Iolanthe upp från den grodrika flod där hon haft sitt hem. Drottningen benådar Iolanthe, som hälsas välkommen tillbaka av de andra feerna. Iolanthe berättar för sina systrar att hon har en son, Strephon, som är en fe ned till magen men hans ben är dödliga. Feerna skrattar åt att Iolanthe är för ung för att ha en vuxen son, då en av fördelarna med feernas odödlighet är att de aldrig syns åldras. Strephon, en vacker herde, anländer och möter sina mostrar ("Good-morrow, good mother"). Han berättar för Iolanthe om sin kärlek till Lordkanslerns myndling, den vackra Phyllis, som inte känner till Strephons blandade härkomst. Strephon är förtvivlad då Lordkanslern har förbjudit dem att gifta sig, delvis på grund av att en herde är olämplig för Phyllis, men delvis för att Lordkanslern själv önskar gifta sig med Phyllis. I själva verket önskar halva överhuset detsamma. Fedrottningen lovar hjälpa henne ("Fare thee well, attractive stranger"). Snart kommer Phyllis och hon och Strephon planerar framtiden och en eventuell flykt ("Good-morrow, good lover"; "None shall part us from each other").
En kader av pärer anländer under bullig pompa ("Loudly let the trumpet bray") med Lordkanslern ("The law is the true embodiment"). De blir alla förtjusta i Phyllis och de ber Lordkanslern avgöra vem som ska få henne. Lordkanslern tvekar att agera på grund av sin position som hennes förmyndare. Lorderna skickar efter Phyllis att välja en av dem, men hon vill inte gifta sig med någon av dem eftersom dygden endast återfinns i en "obetydlig" stuga ("My well-loved Lord" and "Nay, tempt me not"). Pärerna ber henne att inte avfärda dem enbart på grund av deras "blåa blod" ("Spurn not the nobly born" och "My lords, it may not be"). Strephon säger till Lordkanslern att Naturen bjuder honom att gifta sig med Phyllis. Men Lordkanslern noterar föraktfullt att Strephon inte har lyckats presentera tillräckliga bevis för att Naturen har lagt sig i ärendet. Han vägrar ge sitt samtycke till giftermål mellan Strephon och Phyllis ("When I went to the Bar").
Besviken kallar Strephon på Iolanthe om hjälp. Hon uppenbarar sig och lovar hjälpa sin son. De två är iakttagna av pärerna, anförda av de enfaldiga och stroppiga earlerna av Tolloller och Mountararat. Tillsammans med Phyllis ser de Iolanthe och Strephon i en öm omfamning. Alla tre drar samma förhastade slutsats, då den hundraåriga Iolanthe framstår som en sjuttonårig flicka ("When darkly looms the day"). Pärerna viftar bort den till synes absurda förklaringen att Iolanthe skulle vara Strephons moder då Strephon vädjar: "She is, has been, my mother from my birth!" Phyllis avvisar ilsket Strephon för hans påstådda otrohet och tillkännager att hon ska antingen ska gifta sig med Lord Tolloller eller Lord Mountararat ("...and I don't care which!"). Strephon åkallar feernas hjälp. De uppenbarar sig men misstas för skolflickor på utflykt av pärerna. Fedrottningen känner sig stött och kastar en magisk "besvärjelse" över pärerna: Strephon ska inte endast bli parlamentsledamot, men kommer även ha makten att få igenom vilken lag han vill ("With Strephon for your foe, no doubt").
Akt II

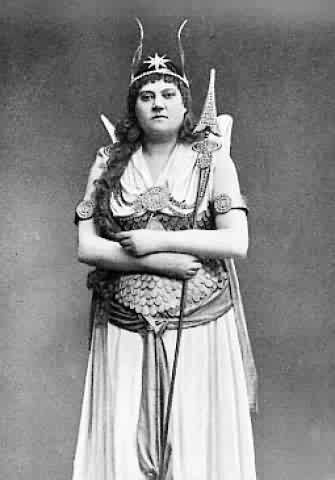
Barnett som Fedrottningen

Menige Willis går sin nattliga rond utanför Palace of Westminster funderar över det politiska livet ("When all night long a chap remains"). Feerna kommer och retar pärerna för Strepons framgång som parlamentsledamot. Han är i färd med att lägga fram ett lagförslag att öppna upp pärskapet till konkurrenskraftig examination ("Strephon's a member of Parliament"). Pärerna ber feerna stoppa Strephons missdåd och hävdar att överhuset inte är mottagligt för någon förbättring ("When Britain really ruled the waves"). Trots att feerna säger att de inte kan stoppa Strephon har de blivit starkt attraherade av pärerna ("In vain to us you plead"). Fedrottningen är missnöjd. Hon pekar på menige Willis och hävdar att hon är benägen att dämpa sitt svar på bekostnad av hans manliga skönhet ("Oh, foolish fay").
Phyllis kan inte bestämma sig huruvida hon ska gifta sig med Tolloller eller Mountararat, och hon överlåter valet till dem. Tolloller säger till Mountararat att hans familjetradition bjuder att de två earlerna bör duellera till döds om den senare kräver att få Phyllis. De två beslutar att deras vänskap är viktigare än kärleken och avsäger sig alla anspråk på henne ("Though p'r'aps I may incur thy blame"). Lordkanslern anländer iklädd nattdress och beskriver en mardröm orsakad av hans obesvarade kärlek till Phyllis ("Love, unrequited, robs me of my rest"). De två pärerna försöker muntra upp honom och ber honom att åter försöka övertala sig själv att ge bort Phyllis som belöning till ... honom själv ("If you go in you're sure to win").
Strephon styr nu båda partierna i parlamentet, men han är ledsen att ha förlorat Phyllis. Han ser henne och avslöjar för henne att hans moder är en fe, vilket förklarar hennes uppenbara ungdom ("If we're weak enough to tarry"). Phyllis och Strephon ber Iolanthe att be Lordkanslern att tillåta deras äktenskap, ty "ingen kan motstå din vältalighet som fe". Detta är omöjligt, säger hon, då Lordkanslern är hennes make. Han tror att Ioalanthe dog barnlös och hon är bunden att inte "bedra" honom annars hotar dödsstraff. För att rädda Strephon från att inte förlora sin älskade beslutar Iolanthe att lägga fram sin sak inför Lordkanslern, men beslöjad ("My lord, a suppliant at your feet").
Trots att Lordkanslern rörs av hennes appell, vilket väcker minnet av hans fru, förklarar han att han kommer gifta sig med Phyllis. Desperat tar Iolanthe av sig slöjan och struntar i feernas varningar. Hon avslöjar att hon är hans sedan länge försvunna hustru och att Strephon är hans son. Lordkanslern är överraskad över att se henne vid liv, men Iolanthe har åter brutit feernas lag, och Fedrottningen har inget val än att straffa Iolanthe med döden ("It may not be ... Once again thy vow is broken"). När hon förbereder sig att avrätta Iolanthe får drottningen reda på att feerna har valt ut makar bland pärerna, vilket också bör bestraffas med döden - men drottningen bleknar vid tanken på att döda dem alla. Lordkanslern föreslår en lösning: ändra lagen genom att sätta in ett enda ord: "varje fe ska dö som inte gifter sig med en dödlig". Fedrottningen går glatt med på det och för att rädda hennes liv går menige Willis med på att gifta sig med henne. Inför utsikten att pärer ska rekryteras "från intelligenta personer" beslutar sig pärerna för att lämna jordelivet och förena sig med feerna i deras eget land ("Soon as we may, off and away").

## Musiknummer
- Ouvertyr

Akt I

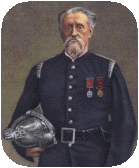
Capt. Eyre Massey Shaw

- 1. "Tripping hither, tripping thither" (Celia, Leila och kör av feer)
- 2. "Iolanthe! From thy dark exile thou art summoned" (Drottningen, Iolanthe, Celia, Leila och kör av feer)
- 3. "Good-morrow, good mother" (Strephon och kör av feer)
- 4. "Fare thee well, attractive stranger" (Drottningen och kör av feer)
- 4a. "Good-morrow, good lover" (Phyllis och Strephon)
- 5. "None shall part us from each other" (Phyllis och Strephon)
- 6. "Loudly let the trumpet bray" (Kör av pärer)
- 7. "The law is the true embodiment" (Lordkanslern och kör av pärer)
- 8. "My well-loved Lord" and Barcarole, "Of all the young ladies I know" (Phyllis, Lord Tolloller och Lord Mountararat)
- 9. "Nay, tempt me not" (Phyllis)
- 10. "Spurn not the nobly born" (Lord Tolloller och kör av pärer)
- 11. "My lords, it may not be" (Phyllis, Lord Tolloller, Lord Mountararat, Strephon, Lordkanslern och kör av pärer)
- 12. "When I went to the Bar" (Lordkanslern)
- 13. Finale Act I (Ensemble)
  - "When darkly looms the day"
  - "The lady of my love has caught me talking to another"
  - "Go away, madam"
  - "Henceforth Strephon, cast away"
  - "With Strephon for your foe, no doubt / Young Strephon is the kind of lout"

Akt II

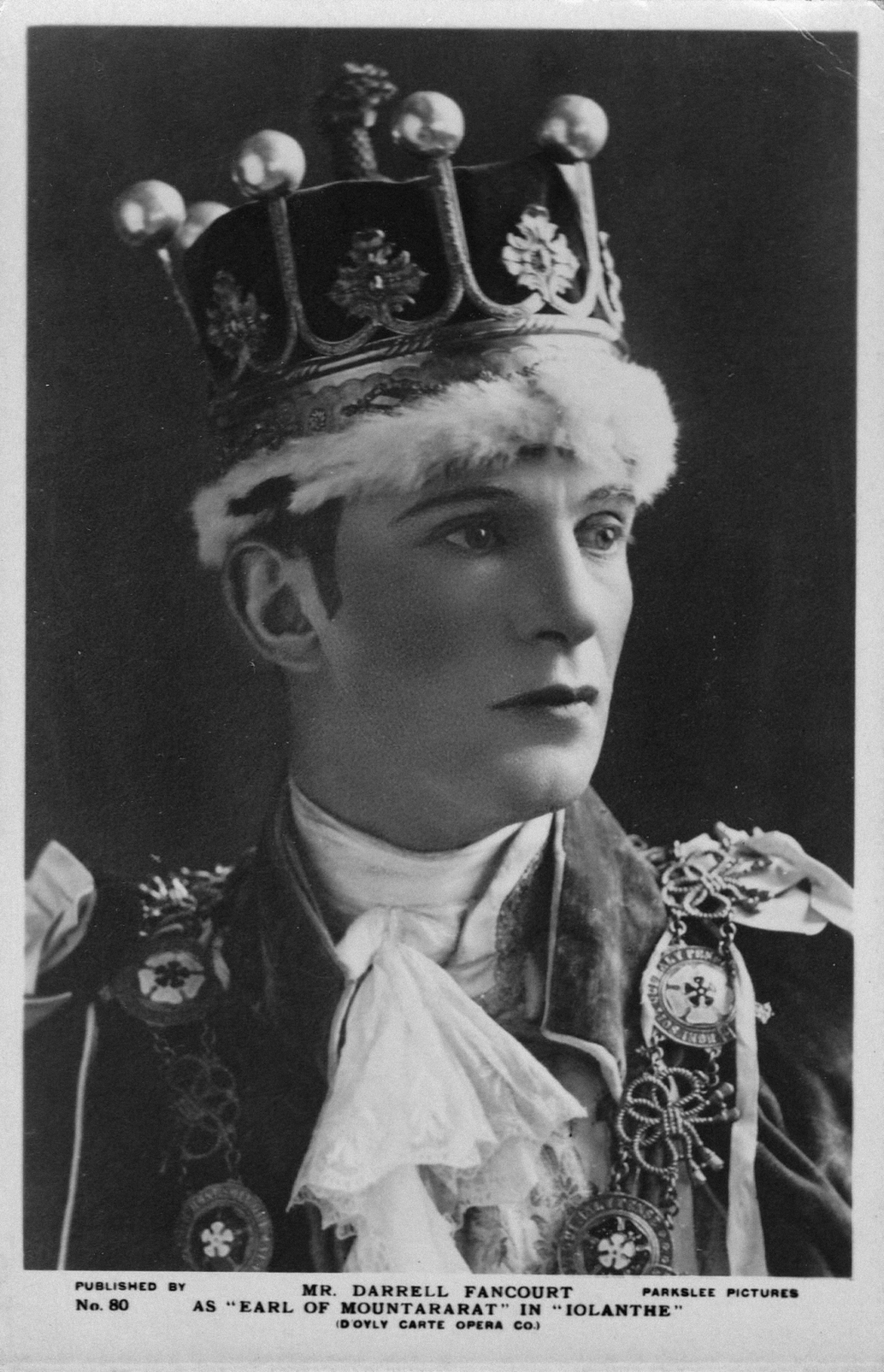
Darrell Fancourt som Lord Mountararat

- 14. "When all night long a chap remains" (Menige Willis)
- 15. "Strephon's a member of Parliament" (Kör av feer och pärer)
- 16. "When Britain really ruled the waves" (Lord Mountararat och körer)
- 17. "In vain to us you plead" (Leila, Celia, kör av feer, Mountararat, Tolloller och kör av pärer)
- 18. "Oh, foolish fay" (Drottningen och kör av feer)
- 19. "Though p'r'aps I may incur thy blame" (Phyllis, Lord Mountararat, Lord Tolloller och menige Willis)
- 20. "Love, unrequited, robs me of my rest" ... "When you're lying awake" (Lordkanslern)
- 21. "If you go in you're sure to win" (Lord Tolloller, Lord Mountararat och Lordkanslern)
- 22. "If we're weak enough to tarry" (Phyllis och Strephon)
- 23. "My lord, a suppliant at your feet" (Iolanthe)
- 24. "It may not be" (Lordkanslern, Iolanthe och kör av feer)
- 25. "Soon as we may, off and away" (Ensemble)

### Borttagna sånger
- 18a. "De Belville was regarded as the Crichton of his age" (Mountararat) togs bort kort tid efter premiären av Iolanthe. Numret förekom efter Mountararats entré i Akt II, efter Phyllis kommentar hur Strephon gick runt "med en moder avsevärt yngre än han själv". Efter en kort dialog (vilken också skulle komma att tas bort) om hur folk blir pärer sjunger Mountararat en sång om De Belville, ett universalgeni vars talanger sträckte sig från målning via litteratur till uppfinningar. Regeringen var osäker på hur man skulle belöna honom; ända tills han ärvde miljoner och erhöll en parlamentsplats och "smak för att hålla obekväma tal i underhuset". Han upphöjdes snart till lord och flyttade upp till överhuset. Enligt Reginald Allens The First Night Gilbert and Sullivan, liksom samtida recensioner, reciterades den snarare än sjöngs på premiären och mellanversen utelämnades. Musiken har gått förlorad förutom en violinstämma som fanns i ett privat musikarkiv 1999.[27]
- 21a. "Fold your flapping wings" (Strephon) sjöngs vid premiären och ströks kort tid därefter. Sången, föregången av ett recitativ av Strephon ("My bill has now been read a second time") sjöngs kort tid efter #21, efter att de två earlerna och Lordkanslern gått ut och Strephon kommit in. Tonen i sången är mörk och ilsken och kontrasterar starkt till den vanligen geniala tonen i Iolanthe, och texten understryker det faktum att underklassens dåliga beteende är orsakat av deras olyckliga omständigheter: "I might be as bad – as unlucky, rather – if I only had Fagin for a father." Musiken till sången har överlevt och trots att nästan alla uppsättningar fortsätter att utelämna den har sången använts i några moderna uppsättningar och som separat stycke.[28]

## Musik- och textanalys

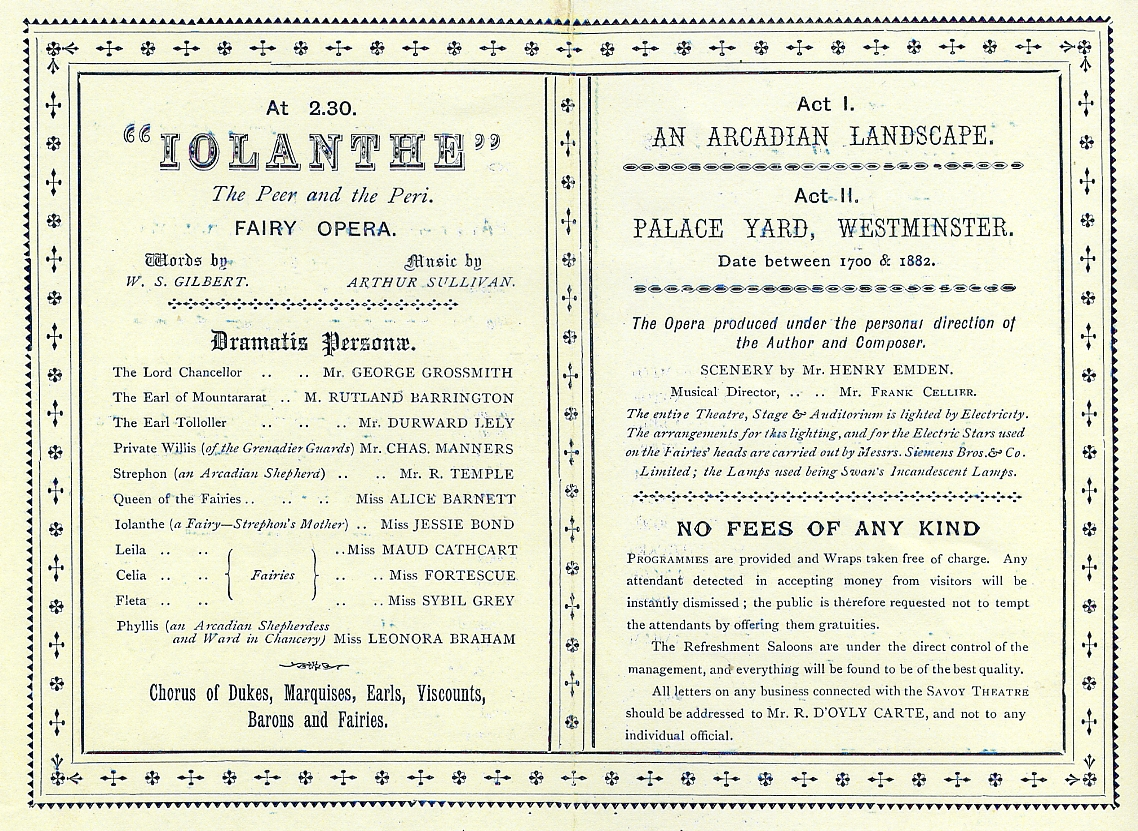
Insidan av programmet

Vid tiden de skrev Iolanthe befann sig både Gilbert och Sullivan på toppen av sina konstnärliga år, och Iolanthe, deras sjunde samarbete, drog fram det bästa från både kompositör och författare. Sullivans biografiförfattare Arthur Jacobs skrev: "[Sullivan] hade komponerat en briljant ny musik (hans mest subtila dittills) till ett gnistrande libretto ... Iolanthe är det verk i vilket Sullivans operettstil tar ett definitivt steg framåt och förvandlingen av musikteman är dess karaktäristiska nya grepp ... Genom upprepning och förvandling av teman gjorde Sullivan musiken mer flytande". Sullivans ouvertyr var överlägsen i uppbyggnad och orkestrering de vilka hans assisten hade konstruerat till de tidigare operetterna. Mycket av hans "femusik" var en avsiktlig hyllning till den skådespelsmusik som Felix Mendelssohn skrev till en uppsättning av Shakespeares pjäs En midsommarnattsdröm 1842. Richard Wagners cykel Nibelungens ring hade premiär i London 1882. Femusiken reflekterar Wagners stil och i musiken återfinns ledmotiv, inklusive ett distinkt tema på fyra noter associerad med Iolanthes karaktär. Fedrottningens musik parodierar Wagners hjältinnor som Brünnhilde. Musiken är rik vad gäller känslor och stil med innovativ användning av pizzicatostråkar.
Även Gilbert var påverkad av tidigare verk, såsom The Mountain Sylph av John Barnett. Två karaktärer i Iolanthe, Strephon och Phyllis, beskrivs som Arkadiska herdar. Arkadien var en legendarisk plats av lantlig perfektion, först beskriven av de gamla grekerna, och en populär skådeplats för författare på 1800-talet. Gilbert hade tidigare skrivit ett verk med titeln Happy Arcadia. Han hade också skapat flera "fekomedier" på Haymarket Theatre i början på 1870-talet. Dessa pjäser, influerade av James Planchés feverk, bygger på idén med karaktärers självuppenbarelse under påverkan från någon magisk eller övernaturlig makt. Flera av teman i Iolanthe's är fortsättningar på teman från Patience, däribland striden mellan könen och satiren över juridiska och politiska teman. Iolanthe är ett av flera Gilbertverk, som till exempel The Wicked World, Broken Hearts, Fallen Fairies och Princess Ida, där män förs in i en lugn kvinnovärld och "dödlig kärlek" stjälper allt över ända.
Gilberts absurdistiska stil är i full sving i Iolanthe. Till exempel är alla lorderna förälskade i Phyllis. Gilbert placerar satiriskt de magiska feerna som förnuftets förespråkare i kontrast till de vimsiga pärerna, som borde vara sobra parlamentariker, medan den mest poetiskt romantiska av feerna, den "arkadiske" herden Strephon blir utvald att styra parlamentets två kamrar. Andrew Crowther, en av Gilberts biografiförfattare, skrev: "Sakerna som gör [operetten] minnesvärd som konstart är pärernas pampiga intåg iklädda full utstyrsel, magnifikt och löjligt." Bland de många tjuvnyp Gilbert gör på juristerna är bland annat när Lordkanslern sjunger att han som ung student bestämde sig för att "utarbeta en ny och originell plan" liknande den i andra yrken där flit, ärlighet, ära och meriter skulle leda till utmärkelse. Gilbert använder "feernas lagar" som modell för dödlig lag, i vilken en "skicklig yrkesman" kan med "ett enda inskjutet ord" förändra hela innebörden i lagen. Crowther noterar: "Alla typer av nyanser blandas i operetten: vimsighet, fantasi, romans, humor och politisk satir."

## Uppsättningar
Iolanthe hade en framgångsrik speltid i London med 398 föreställningar, vilken sträckte sig över åren 1882 och 1883. Gilbert designade själv kostymerna och dekoren gjordes av Henry Emden på Drury Lane. Urpremiären var unik i det avseende att samma dag hade operetten premiär i New York; 25 november, med Sullivans assistent Alfred Cellier som dirigent där. I Australien spelades Iolanthe för första gången den 9 maj 1885 på Theatre Royal i Melbourne i en uppsättning producerad av J. C. Williamson.
På engelska landsbygden och i den brittiska provinsen spelades Iolanthe antingen som fristående stycke eller som ett repertoarverk oupphörligen från februari 1882 till 1885 varpå den inte spelades förrän 1891. Därefter fanns den ständigt på D'Oyly Carte Opera Companys turnérepertoar och återfanns under varje säsong ända fram till 1982. Flertalet av kostymerna var gjordes om på nytt 1915 av Percy Anderson och av George Sheringham 1932. 1957 designade Peter Goffin ny dekor och nya kostymer 1960. Efter originaluppsättning fick Iolanthe nypremiär först 1901 och blev därmed den första av operetterna att sättas upp på nytt efter Sullivans död året innan. Den ingick också i två repertoarsäsonger på Savoy 1907-1909.
Iolanthe var den första av Gilbert och Sullivans operetter att uppföras professionellt i Storbritannien av ett teatersällskap annat än D'Oyly Carte. Den sattes upp av Sadler's Wells Opera (numera English National Opera) i januari 1962, omedelbar efter att upphovsrättigheterna hade gått ut. Den mottogs väl och sattes upp flera gånger på nytt under många säsonger av Sadler's Wells fram till 1978. Michael Heyland regisserade Iolanthe för D'Oyly Carte 1977, året för drottning Elizabeth II:s Silverjubileum, med silver som tema. Iolanthe har förblivit en av de mest populära Gilbert och Sullivan-verken. Tusentals professionella och amatöruppsättningar har givits i hela den engelskatalande världen och operetten fortsätter att uppföras regelbundet idag. Internet Broadway Database listar 20 uppsättningar av verket enbart på Broadway.
Iolanthe sattes även upp av Lunds Operettsällskap under 2023 med svensk översättning av Axel Ungewitter.

## Kulturell inverkan
Brittisk politik
När Margaret Thatcher valdes till premiärminister 1979 använde pressen en textrad ur operetten: "This comes of women interfering in politics!" Lord Falconer, som tjänade som Tony Blairs andra Lordkansler, var uppenbart påverkad av Iolanthe i sina försök att reformera och upplösa ämbetet.
Inverkan på chefsdomare Rehnquist
William H. Rehnquist, tidigare Chefsdomare i USA:s högsta domstol, var en hängiven fan till Gilbert och Sullivan och var inspirerad av Lordkanslerns kostym i Iolanthe till den grad att han lade till fyra guldränder på ärmarna till sin ämbetsdräkt. Den näste chefsdomaren, John G. Roberts Jr., behöll dock inte utsmyckningen. 1980 hade Rehnquist en avvikande dom i målet Richmond Newspapers, Inc. v. Virginia och jämförde med dessa ord från Lordkanslern "bismaken från de olika åsikterna som stöder domslutet i detta fall": The Law is the true embodiment/Of everything that's excellent,/It has no kind of fault or flaw,/And I, My Lords, embody the Law.
Bearbetningar
The Ratepayers' Iolanthe var en musikal från 1984 bearbetad av Ned Sherrin och Alistair Beaton. Sherrin regisserade och vann en Laurence Olivier Award for Outstanding Achievement in a Musical för musikalens "design".
Litteratur och musik
Science fiction-författaren Isaac Asimov var också ett Gilbert och Sullivan-fan. Hans Stiftelseserien tillkom efter att ha läst Iolanthe och han började fundera över militära imperier.  Även i "Runaround", en novell i Asimovs Jag, robot, en robot som befinner sig i ett tillstånd liknande berusning sjunger delar av Gilbert och Sullivansånger såsom "The Nightmare Song" från Iolanthe. I Michael Chabons roman The Final Solution (2004) sjunger papegojan Bruno bitar från Iolanthe. Hjälten i David Nobbs' The Fall and Rise of Reginald Perrin har "Iolanthe" som mellannamn, uppenbarligen på grund av att han föddes under en föreställning av operetten. Ett illustrerat häfte, A Parody on Iolanthe, skrevs och publicerades av D. Dalziel 1883 och handlar om Alton Railroad.
På sitt album Todd (1974) framför Todd Rundgren "Lord Chancellor's Nightmare Song" ("When you're lying awake...").